# Liste der Biografien/Smith, P
Liste der Biografien |
Portal Biografien |
P Personensuche
# |
A |
B |
C |
D |
E |
F |
G |
H |
I |
J |
K |
L |
M |
N |
O |
P |
Q |
R |
S |
T |
U |
V |
W |
X |
Y |
Z |
?
 
Sa |
Sb |
Sc |
Sd |
Se |
Sf |
Sg |
Sh |
Si |
Sj |
Sk |
Sl |
Sm |
Sn |
So |
Sp |
Sq |
Sr |
Ss |
St |
Su |
Sv |
Sw |
Sy |
Sz
 
Sma |
Smb |
Sme |
Smi |
Smj |
Smo |
Smr |
Smu |
Smy
 
Smia |
Smic |
Smid |
Smie |
Smig |
Smij |
Smik |
Smil |
Smir |
Smis |
Smit
 
Smita |
Smite |
Smith |
Smitk |
Smitr |
Smits |
Smitt
 
Smith, A |
Smith, B |
Smith, C |
Smith, D |
Smith, E |
Smith, F |
Smith, G |
Smith, H |
Smith, I |
Smith, J |
Smith, K |
Smith, L |
Smith, M |
Smith, N |
Smith, O |
Smith, P |
Smith, Q |
Smith, R |
Smith, S |
Smith, T |
Smith, U |
Smith, V |
Smith, W |
Smith, Y |
Smith, Z |
Smith? |
Smitha |
Smithe |
Smithi |
Smiths |
Smithw |
Smithy
Die Liste der Biografien führt alle Personen auf, die in der deutschsprachigen Wikipedia einen Artikel haben. Dieses ist eine Teilliste mit 50 Einträgen von Personen, deren Namen mit den Buchstaben „Smith, P“ beginnt.

## Smith, P

### Smith, Pa
- Smith, Pamela Colman (1878–1951), US-amerikanisch-britische Künstlerin und Autorin
- Smith, Pamela H. (* 1957), Wissenschaftshistorikerin
- Smith, Paris (* 2000), US-amerikanische Schauspielerin
- Smith, Patrick (1901–1982), irischer Politiker (Sinn Féin sowie Fianna Fáil)
- Smith, Patrick (1923–2009), englisch-US-amerikanischer Amateurfußballspieler, -trainer und Fußballschiedsrichter
- Smith, Patti (* 1946), US-amerikanische Rockmusikerin und SchriftstellerinPatti Smith (* 1946)

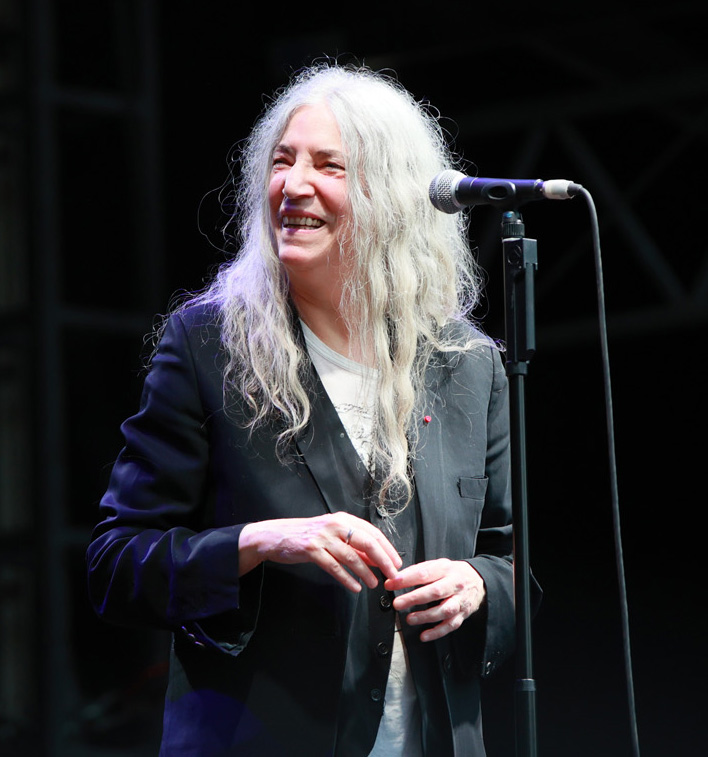
Patti Smith (* 1946)

- Smith, Paul (1921–2007), US-amerikanischer Künstler
- Smith, Paul (1922–2013), US-amerikanischer Jazz-Pianist
- Smith, Paul (* 1946), britischer Modedesigner und Unternehmer
- Smith, Paul (* 1955), britischer Autorennfahrer
- Smith, Paul (* 1979), englischer Fußballspieler
- Smith, Paul (* 1982), britischer Boxer
- Smith, Paul A. (1900–1980), US-amerikanischer Mathematiker
- Smith, Paul Girard (1894–1968), US-amerikanischer Drehbuchautor, Schauspieler und Regisseur
- Smith, Paul J. (1906–1985), US-amerikanischer Komponist und Dirigent
- Smith, Paul L. (1936–2012), US-amerikanischer Schauspieler
- Smith, Paul Ray (1969–2003), US-amerikanischer Unteroffizier (Sergeant First Class)
- Smith, Paul Reed (* 1956), US-amerikanischer GitarrenbauerPaul Reed Smith (* 1956)

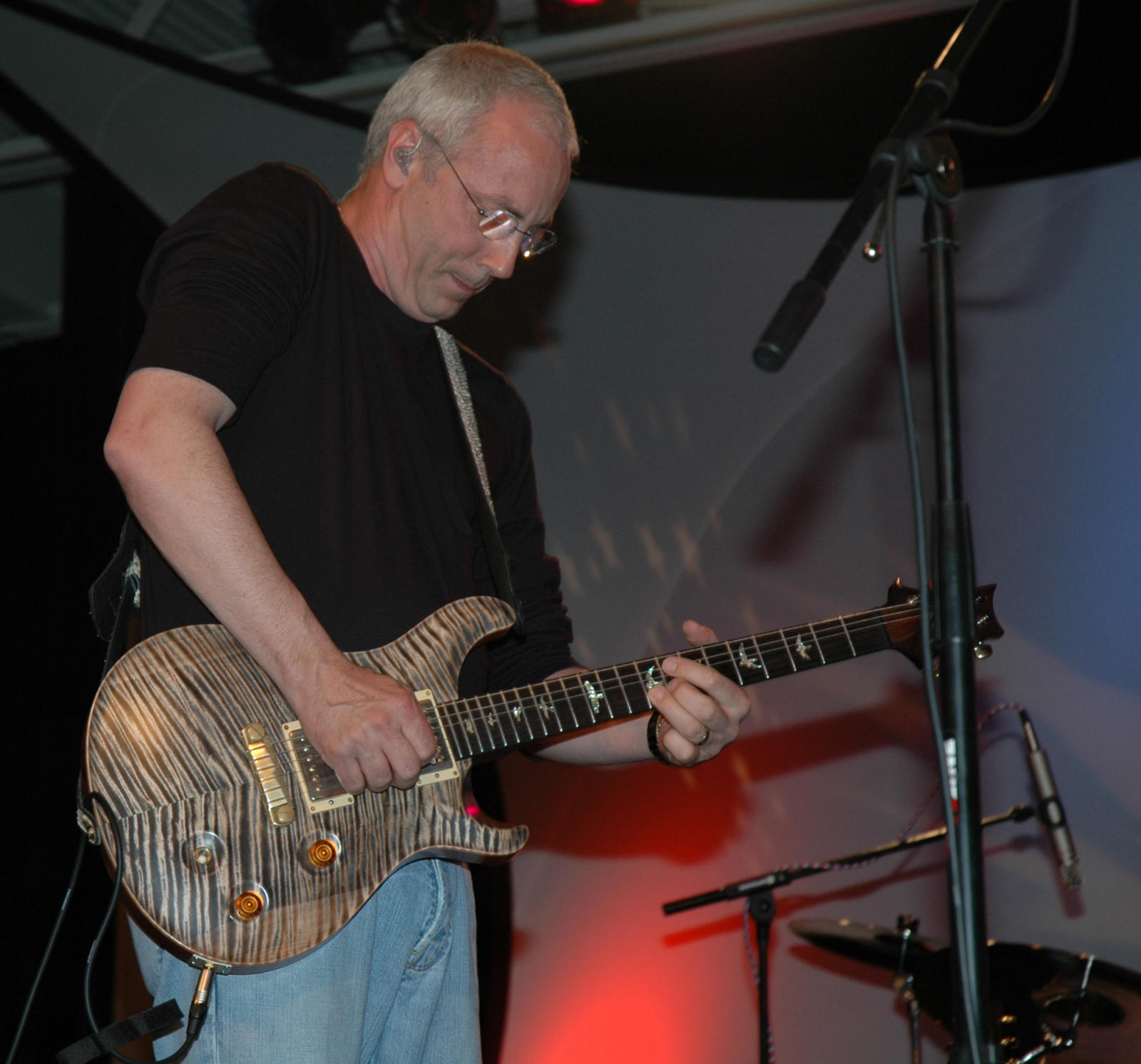
Paul Reed Smith (* 1956)

- Smith, Paula (* 1957), US-amerikanische Tennisspielerin
- Smith, Pauline (1882–1959), südafrikanische Schriftstellerin

### Smith, Pe
- Smith, Pennie, britische Konzertfotografin
- Smith, Penny (* 1995), australische Sportschützin
- Smith, Percey F. (1867–1956), US-amerikanischer Mathematiker
- Smith, Percy (1880–1959), englischer Fußballspieler und -trainer
- Smith, Perry (1783–1852), US-amerikanischer Politiker der Demokratischen Partei
- Smith, Perry (1928–1965), US-amerikanischer Mörder
- Smith, Persifor Frazer (1798–1858), US-amerikanischer Offizier, Militärgouverneur von Kalifornien
- Smith, Pete (1892–1979), US-amerikanischer Filmproduzent
- Smith, Pete (* 1940), US-amerikanischer Baseballspieler
- Smith, Pete (1958–2022), neuseeländischer Schauspieler
- Smith, Pete (* 1960), deutscher Schriftsteller
- Smith, Pete (* 1966), US-amerikanischer Baseballspieler
- Smith, Peter (1944–2021), britischer Radsportler
- Smith, Peter (* 1964), schottischer Curler
- Smith, Peter A. (* 1963), englischer Badmintonspieler
- Smith, Peter David (1943–2020), britischer Geistlicher, römisch-katholischer Erzbischof von Southwark
- Smith, Peter Leslie (* 1958), südafrikanischer römisch-katholischer Geistlicher, Weihbischof in Portland in Oregon
- Smith, Peter Plympton (* 1945), US-amerikanischer Politiker
- Smith, Peter, Baron Smith of Leigh (1945–2021), britischer Politiker, Abgeordneter im House of Lords (Labour Party)
- Smith, Peyton Alex (* 1994), US-amerikanischer Schauspieler und Rapper

### Smith, Ph
- Smith, Philip, englischer Pianist
- Smith, Philip (* 1952), US-amerikanischer Trompeter und Musikpädagoge
- Smith, Philip Francis (1924–2002), US-amerikanischer Geistlicher, Erzbischof von Cotabato
- Smith, Phillip (1905–1987), US-amerikanischer Ingenieur
- Smith, Phylis (* 1965), britische Sprinterin
- Smith, Phyllis (* 1951), US-amerikanische SchauspielerinPhyllis Smith (* 1951)

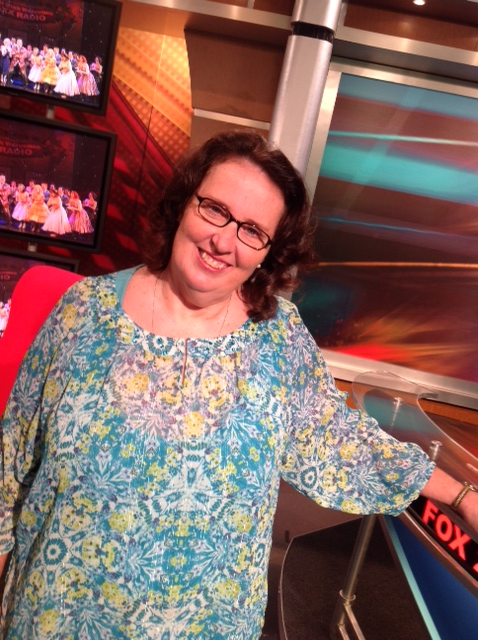
Phyllis Smith (* 1951)

### Smith, Pi
- Smith, Pinetop (1904–1929), US-amerikanischer Jazz-Pianist

### Smith, Pr
- Smith, Preston (1912–2003), US-amerikanischer Politiker und Gouverneur des Bundesstaates Texas (1969–1973)
- Smith, Preston (* 1992), US-amerikanischer American-Football-Spieler

### Smith, Pu
- Smith, Putter (* 1941), US-amerikanischer Jazzmusiker (Kontrabass, auch Tuba und Gesang) und Schauspieler